# Villa Mills
Villa Mills – osada w Kostaryce, w prowincji Cartago, w kantonie Paraíso, w dystrykcie Orosi. Jest najwyżej położoną miejscowością w kraju. Średnia wysokość bezwzględna wynosi ok. 3100 metrów n.p.m.

## Położenie
Osada położona jest w środkowej części kraju, w południowej części prowincji, na południowym obszarze kantonu. Znajduje się przy drodze Carretera Interamerica, wchodzącej w skład Autostrady Panamerykańskiej. W pobliżu wznosi się szczyt Cerro de la Muerte. Usytuowana jest w odległości ok. 87 km od stolicy kraju – San José. Leży w bezpośrednim sąsiedztwie parku narodowego Parque Nacional Los Quetzales.

## Religia
W osadzie znajduje się budynek kościoła katolickiego. Jednostka należy do diecezji Cartago, wchodzącej w skład archidiecezji San José de Costa Rica. Arcybiskupem od 2013 roku jest José Rafael Quirós Quirós. Biskupem od 2005 roku, czyli od czasu erygowania diecezji, jest José Francisco Ulloa Rojas.